# 観応の国人一揆
観応の国人一揆（かんのうのこくじんいっき）とは、観応2年/正平6年（1351年）に若狭国で発生した国人一揆。
若狭国では鎌倉時代以来の御家人が南北朝時代に国人と化していたが、鎌倉時代末期に北条氏得宗家が同国の守護になって御家人たちを圧迫しながら勢力拡大に努めた経緯もあって、室町幕府成立後も守護に従わない国人が多かった。その中で貞和4年/正平3年（1348年）に伯耆国などの守護であった山名時氏が若狭守護に任じられた。
ところが、足利尊氏と弟の直義が対立して観応の擾乱が発生すると、山名時氏は最初は尊氏側についていたが、観応2年/正平元年（1352年）1月に尊氏が京都から退き、残された山名時氏が直義に降伏すると、時同じくして若狭国で国人が蜂起を起こしたのである。国人たちとそれまで対立していた山名時氏が連携していたかは不明であるが、観応の擾乱を機に幕府勢力の排除を企てて幕府御家人になっていた本郷貞泰らと戦い、更に8月に尊氏側の反撃で京都を落ち延びた山名時氏を匿って本拠である山陰方面に落ち延びさせた。
事態を受けた足利尊氏は敵に降った山名時氏に代わって仁木義覚、続いて大高重成を守護に任じた。大高は過去にも若狭守護を務めた経緯があり、その時の守護代であった大崎八郎左衛門を再び守護代に任じて現地に派遣した。ところが、一揆軍は大崎らを攻撃して11月に実力で国外に追放した。ところが、翌文和元年/正平7年（1352年）に入ると新たな守護になった斯波家兼が若狭に派遣され、遅くても6月頃までには一揆は解散した。文和2年/正平8年（1353年）7月には直義の滅亡後に南朝を頼っていた山名時氏が若狭守護復帰を目指して軍を派遣するが、本郷貞泰ら尊氏側についた国人たちによって撃退されている。
一部の国人は最後まで尊氏側と戦って没落したものの、大部分の国人は政治的混乱の中で処分はうやむやになって終わった。しかも、国人の反守護的な姿勢は変わることなく、守護と国人の対立は斯波氏に代わって守護に任じられた一色氏の時代に応安の国人一揆として爆発することになる。